# Vanadiumhexacarbonyl
Vanadiumhexacarbonyl is een anorganische verbinding, waarbij 6 koolstofmonoxideliganden coördinatief gebonden zijn aan vanadium. De stof komt voor als blauw-groene kristallen. De stof is erg toxisch.
Vanadiumhexacarbonyl is niet oplosbaar in water, maar lost wel op in dichloormethaan.

## Synthese
Vanadiumhexacarbonyl wordt bereid uit reactie van natrium, vanadium(III)chloride en koolstofmonoxide in diglyme als oplosmiddel. Het diglyme stabiliseert het eerstgevormde natriumzout (vergelijkbaar met de werking van kroonethers):
{\displaystyle \mathrm {4\ Na\ +\ VCl_{3}\ +\ 6\ CO\ +\ 2\ C_{6}H_{14}O_{3}} }
{\displaystyle \mathrm {\longrightarrow \ [Na(C_{6}H_{14}O_{3})_{2}][V(CO)_{6}]\ +\ 3\ NaCl} }
Het gevormde vanadiumhexacarbonyl-anion wordt hieropvolgend geoxideerd met een fosforzuur:
{\displaystyle \mathrm {2\ [V(CO)_{6}]^{-}\ +\ H_{3}PO_{4}\ \longrightarrow \ V(CO)_{6}\ +\ H_{2}\ +\ 2\ H_{2}PO_{4}^{-}} }

## Structuur en eigenschappen
Vanadiumhexacarbonyl bezit een octaëdrische moleculaire geometrie en neemt een orthorombische kristalstructuur aan. Het behoort tot ruimtegroep Pnma. De paramters van de eenheidscel zijn:
- a = 1190,5 pm
- b = 1122,1 pm
- c = 639,7 pm

Röntgenstraaldiffractie heeft uitgewezen dat de molecule lichte distorties vertoont: de twee axiale V-C-bindingen zijn korter (199,3 pm) dan de vier axiale bindingen (200,5 pm). Dit is mogelijk te wijten aan het Jahn-Teller-effect.
Vanadiumhexacarbonyl is op elektronisch vlak een opmerkelijke verbinding, omdat het 17 valentie-elektronen bezit in plaats van 18 (volgens de 18-elektronenregel).